# Арди, Жан (генерал)
Жан Арди (фр. Jean Hardÿ; 19 мая 1763, Музон — 29 мая 1802, Кап-Аитьен) — французский военачальник, участник Революционных войн, дивизионный генерал (1799). 

## Биография
Родился в 1762 году в Музоне в простой семье. В 1762 году завербовался во французскую Королевскую армию в пехотный полк солдатом. Прослужив 15 лет, вышел в отставку в 1787 году старшим унтер-офицером.
С началом Великой французской революции Арди вернулся на службы — сперва поступил в Национальную гвардию Эперне, а затем был выбран капитаном 8-го батальона  добровольцев Марны. В этом качестве в битве при Вальми (в сентябре 1792 года) и в обороне Филиппвиля (в октябре). В ноябре был повышен до временного бригадного генерала, в январе следующего года — утверждён.
Служил под началом Марсо — одного из самых известных генералов Французской республики, после его гибели возглавил дивизию и осенью 1796 года отличился в нескольких сражениях. Затем некоторое время был комендантом Кобленца.
В октябре 1798 году Арди принял участие во Второй ирландской экспедиции, целью которой было высадить в Ирландии войска и поднять там восстание, однако, по результатам морского боя, попал в плен к британцам, находясь на борту корабля. В декабре того же года был обменян.
В 1799 году был повышен до дивизионного генерала и командовал дивизией в Гельветической армии. В начале декабря 1800 года был ранен в сражении с австрийцами при Ампфинге.
В 1801 году присоединился к войсками генерала Леклерка, назначенным для подавления Гаитянской революции, в составе которых в декабре того же года отплыл из Бреста. После прибытия на Сан-Доминго (Гаити) возглавлял Северную дивизию. Одержал верх над генералом Кристофом, однако затем французские войска страшно пострадали от жёлтой лихорадки.
От неё же в 1802 году скончался и генерал Арди.
В 1790-е годы Арди считался одним из самых известных и перспективных французских генералов. Его гравированный портрет, ориентированный на тиражирование и коммерческую продажу, был создан Пьером Шарлем Кокере и входил в одну серию с портретами Моро и Бонапарта.
Однако, после своей гибели на Сан-Доминго, генерал Арди был достаточно быстро забытт.
Тем не менее, его имя, в числе других, высечено на Триумфальной арке в Париже.